# Baron Stanley of Alderley

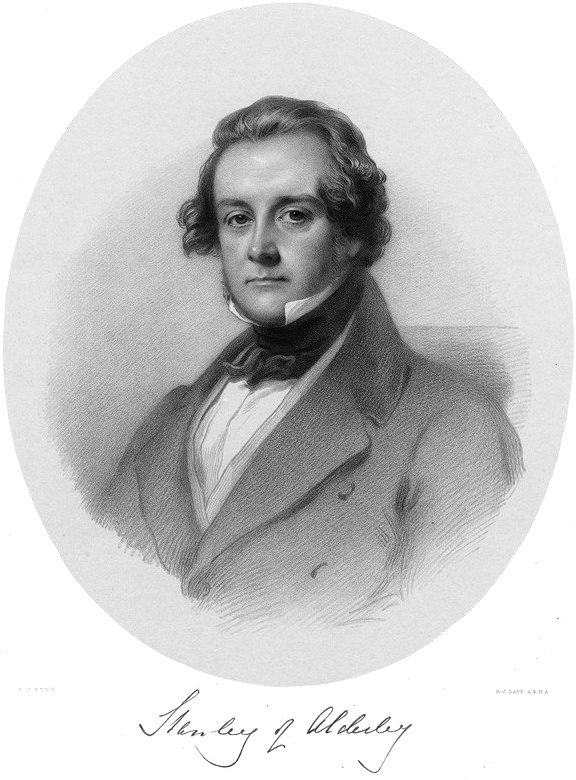
Edward Stanley, 2. Baron Stanley of Alderley (1856)

Baron Stanley of Alderley, of Alderley in the County of Chester ist ein erblicher britischer Adelstitel in der Peerage of the United Kingdom.

## Verleihung und nachgeordnete Titel
Der Titel wurde durch Letters Patent vom 9. Mai 1839 für Sir John Stanley, 7. Baronet geschaffen. Dieser hatte bereits seit 1807 die Stanley Baronetcy, of Alderley Hall in the County of Chester inne, die am 25. Juni 1660 in der Baronetage of England für seinen Vorfahren Thomas Stanley einen jüngeren Sohn des Thomas Stanley, 1. Baron Stanley, geschaffen worden war.

## Weitere Titel
Dem späteren 2. Baron Stanley of Alderley war am 12. Mai 1848 der Titel Baron Eddisbury, of Winnington in the County Palatine of Chester, verliehen worden. Der Titel gehört ebenfalls zur Peerage of the United Kingdom.
1909 erbte der 4. Baron Stanley of Alderley und 3. Baron Eddisbury beim Tod seines entfernten Verwandten Henry Holroyd, 3. Earl of Sheffield dessen nachgeordneten Titel Baron Sheffield, of Roscommon in the County of Roscommon, der am 20. September 1783 in der Peerage of Ireland geschaffen worden war.

## Liste der Titelinhaber

### Stanley Baronets, of Alderley Hall (1660)
- Sir Thomas Stanley, 1. Baronet (1597–1672)
- Sir Peter Stanley, 2. Baronet (1626–1683)
- Sir Thomas Stanley, 3. Baronet (1652–1721)
- Sir James Stanley, 4. Baronet († 1747)
- Sir Edward Stanley, 5. Baronet († 1755)
- Sir John Stanley, 6. Baronet (1735–1807)
- Sir John Stanley, 7. Baronet (1766–1850) (1839 zum Baron Stanley of Alderley erhoben)

### Barone Stanley of Alderley (1839)
- John Stanley, 1. Baron Stanley of Alderley (1766–1850)
- Edward Stanley, 2. Baron Stanley of Alderley, 1. Baron Eddisbury (1802–1869)
- Henry Stanley, 3. Baron Stanley of Alderley, 2. Baron Eddisbury (1827–1903)
- Edward Stanley, 4. Baron Sheffield, 4. Baron Stanley of Alderley, 3. Baron Eddisbury (1839–1925)
- Arthur Stanley, 5. Baron Sheffield, 5. Baron Stanley of Alderley, 4. Baron Eddisbury (1875–1931)
- Edward Stanley, 6. Baron Sheffield, 6. Baron Stanley of Alderley, 5. Baron Eddisbury (1907–1971)
- Lyulph Stanley, 7. Baron Sheffield, 7. Baron Stanley of Alderley, 6. Baron Eddisbury (1915–1971)
- Thomas Stanley, 8. Baron Sheffield, 8. Baron Stanley of Alderley, 7. Baron Eddisbury (1927–2013)
- Richard Stanley, 9. Baron Sheffield, 9. Baron Stanley of Alderley, 8. Baron Eddisbury (* 1956)

Heir Presumptive ist der Bruder des jetzigen Titelinhabers, Charles Ernest Stanley (* 1960).